# بزدروژیتسه
بزدروژیتسه (به چکی: Bezdružice) یک منطقهٔ مسکونی و شهرستان دارای شهرک سابقاً روستا در جمهوری چک است که در ناحیه تاخوو واقع شده‌است. بزدروژیتسه ۹۸۱ نفر جمعیت دارد.